# Mihr-Mihroe
Mihr-Mihroe, dans les sources byzantines Mermeroes (en grec : Μερμερόης), mort en 555 à Mtskheta, est un important général perse sassanide du VIe siècle lors des guerres opposant l'Empire byzantin à l'Empire sassanide à cette époque.

## Biographie
Rien n'est connu sur sa jeunesse, mais les sources rapportent que Mihr-Mirhoe est un homme âgé en 555. Il apparaît la première fois lors de l'été 530, lors de la guerre d'Ibérie, alors qu'il commande une armée de 30 000 hommes dans une invasion des provinces de l'Arménie byzantine. Il est cependant battu lors de la bataille de Satala par les généraux byzantins Sittas et Dorotheus, et est forcé de se retirer,. En été 531, après la victoire de justesse des Perses à la bataille de Callinicum et une série de revers mineurs en Arménie et en Mésopotamie du Nord, le roi perse, Kavadh Ier (r. 488–531) envoie Mihr-Mihroe et Chanaranges capturer la place forte byzantine de Martyropolis. Les deux commandants assiègent la ville, mais après avoir appris la mort de Kavadh, et compte tenu de l'hiver qui affecte leur troupes, ils concluent une trêve et se retirent sur le territoire perse,.

Carte du Lazique

En 542, après la reprise des hostilités en 540, Mihr-Mihroe est envoyé par Khosro Ier capturer la forteresse de Dara, mais, d'après Corippe, il est vaincu et capturé par le commandant du fort, Jean Troglita,. Mihr-Mihroe réapparait en 548, lorsqu'il est envoyé à la tête d'une importante armée libérer la forteresse de Petra en Lazique (aujourd'hui Tsikhisdziri, au nord de Batoumi en Géorgie), qui était assiégée par une force combinée byzanto-lazique. Le général byzantin Dagisthaeus ayant négligé de protéger les cols avec un nombre suffisant d'hommes, Mihr-Mihroe arrive à rentrer en Lazique, tout en repoussant les détachements byzantins. Il brise le siège de Petra et renforce sa garnison, mais manquant de vivres pour son armée, il est forcé de se retirer à Dvin en Persarménie, laissant derrière lui près de 3 000 hommes en garnison à Petra et quelque 5 000 hommes supplémentaires sous le commandement de Phabrizus pour maintenir la route d'approvisionnement,.
Ces forces sont battues l'année suivante par les Laziques et les Byzantins, dont le nouveau commandant, Bessas, assiège Petra. Au printemps 551, Mihr-Mihroe marche une nouvelle fois sur la ville afin de briser le siège mais la ville tombe aux mains des Byzantins avant qu'il ne l'atteigne. Il se tourne alors vers la capitale du Lazique, Archaeopolis, s'emparant au passage des forts de Sarapanis et Scanda, qu'il assiège, mais ses assauts sont repoussés. Son armée souffrant d'un manque de vivres, il est forcé d'abandonner le siège et se dirige vers l'ouest, dans la fertile province de Mocheresis, dont il fait sa base,. L'hiver suivant (551/552), il renforce son contrôle sur l'est du Lazique, dont la région de Suanie, alors que ses négociations de paix avec le roi Gubazès II de Lazique (r. 541-555) échouent. Renforcé par des mercenaires recrutés parmi les Sabires, il attaque en 552 les places fortes d'Archaeopolis, de Tzibile et d'un troisième fort non nommé, mais est à nouveau repoussé et il se retire à Mocheresis,.
En 554, grâce à une ruse, il parvient à déloger les Byzantins de Telephis, leur position la plus avancée, entraînant une retraite générale le long du fleuve Phasis. Il ne les poursuit cependant pas pour accentuer son avantage, sa propre armée manquant de vivres. Après avoir renforcé ses propres forts, il retourne à Mocheresis. Il y tombe malade et se retire en Ibérie. Il meurt de sa maladie à Mtskheta en été 555
,.